# Gruttenhütte

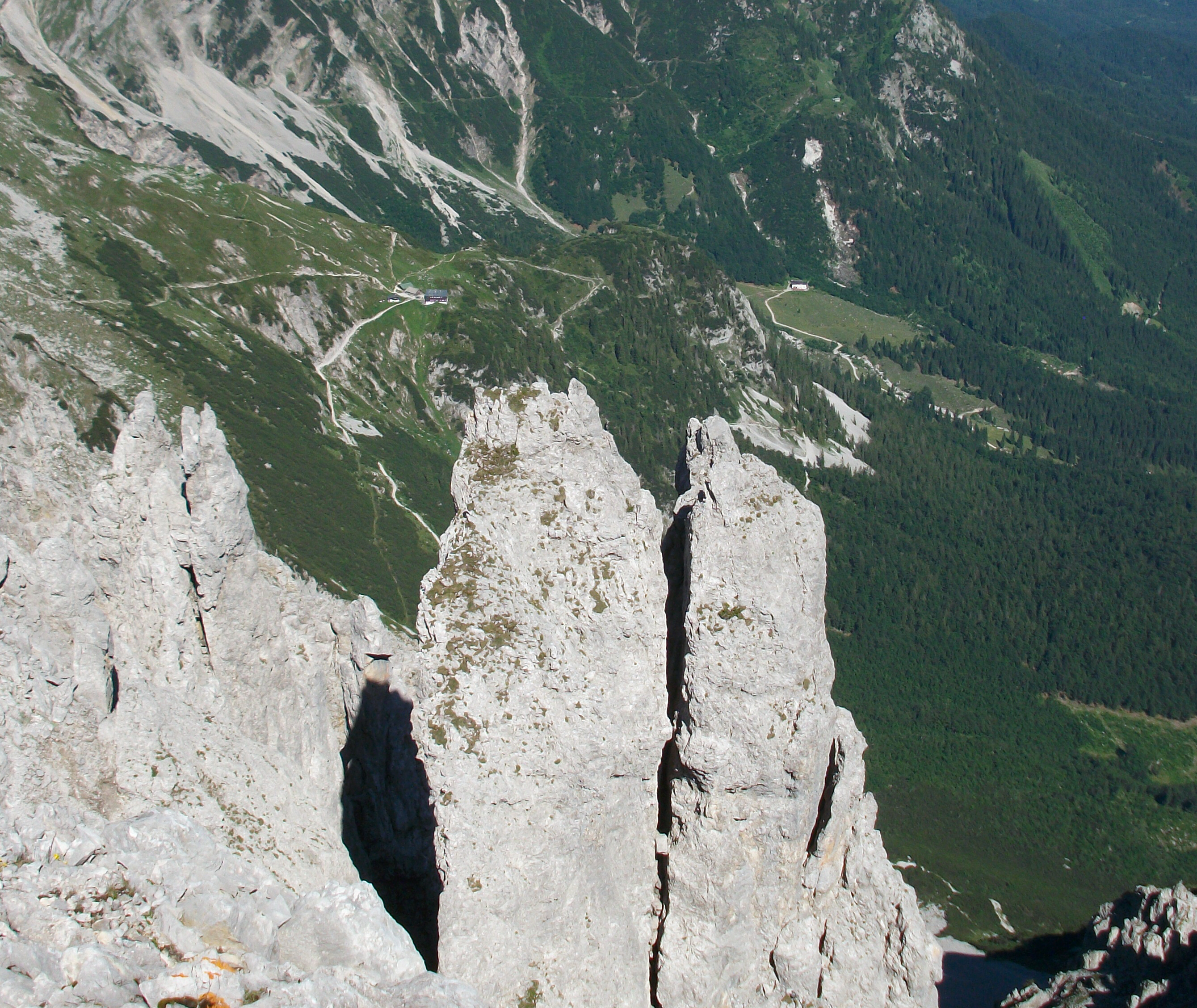
Gruttenhütte (Mitte) und Gaudeamushütte (rechts), gesehen von Westen vom Tuxeck

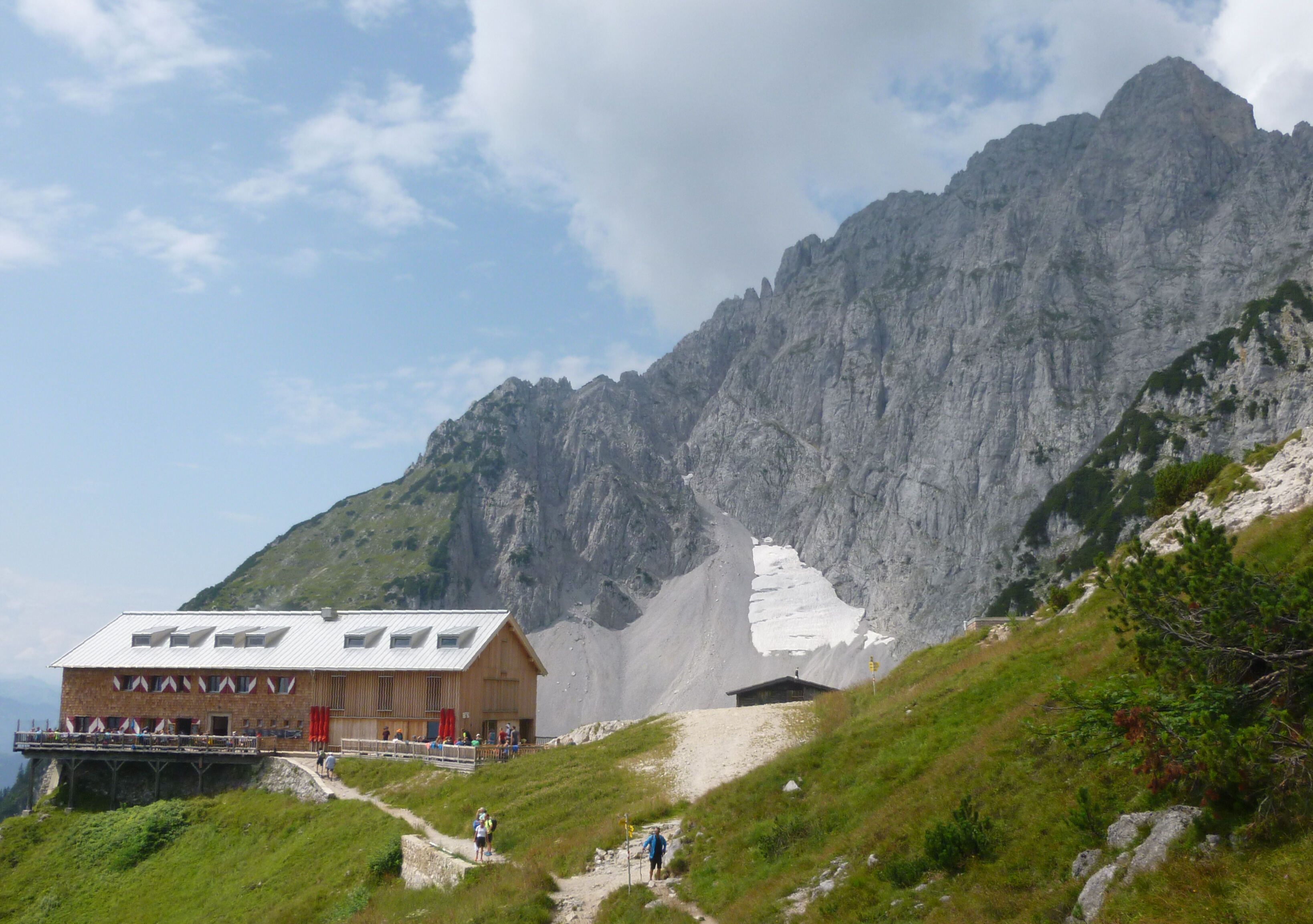
Gruttenhütte vor dem Tuxeck

Die Gruttenhütte ist eine Schutzhütte der Sektion Turner-Alpen-Kränzchen des Deutschen Alpenvereins im Kaisergebirge in Tirol.

## Lage
Die Hütte befindet sich auf der Südseite des Wilden Kaisers auf einem grasigen Absatz hoch über Ellmau und Going mit guter Aussicht, die an klaren Tagen bis zum Großvenediger reicht. Überragt wird der stark frequentierte Stützpunkt von der Ellmauer Halt, dem mit 2344 m höchsten Gipfel im Kaisergebirge. An schönen Sommertagen ist die Gruttenhütte ein beliebtes Ausflugsziel für Wanderer sowie ein bedeutender Ausgangspunkt für Bergsteiger und Kletterer, die von hier aus zahlreiche alpine Touren auf die Gipfel des Wilden Kaisers unternehmen können.

## Geschichte
Von der Sektion Turner-Alpen-Kränzchen und Carl Babenstuber wurde 1899 die Gruttenhütte am heutigen Standort erbaut und am 14. Juli 1900 feierlich eröffnet. Bald darauf wurden eine Glasveranda, ein Waschhaus und ein Mulistall errichtet. 1922 wurde ein separates Schlafhaus, das Josef-Dorn-Haus gebaut und 1925 schuf der damalige Hüttenwirt Hans Eisenmann eine Steiganlage durchs Wilde Gschloß, den heutigen Jubiläumssteig. 1938 erfolgt ein weiterer An-, Um- und Ausbau, außerdem entstand ein weiteres Schlafhaus, das Emil-Kempfle-Haus. Während des Zweiten Weltkriegs wurde die Gruttenhütte beschlagnahmt und blieb geschlossen, bis 1951 nach der Grenzöffnung ein starker Andrang nach Tirol entstand. Darauf folgten in den 1960er Jahren wieder große Um- und Ausbaumaßnahmen. Auch nach einer neuen Quellfassung wurde die Ergiebigkeit kaum größer, und kurz vor dem 100. Geburtstag wurde ein aufwändiger Abwasserkanal fertiggestellt. Dieser sichert nicht nur die Wasserent- und -versorgung, sondern auch die Versorgung der Hütte mit Elektrizität und Telefon. 2002 wurden die Sanitäranlagen modernisiert und eine Holzterrasse wurde errichtet.

## Hüttenneubau 2017
Die Hütte wurde in der Saison 2017 grundlegend umgebaut und modernisiert. Seitdem hat die Hütte eine Kapazität von 103 Übernachtungsplätzen. Im Rahmen der Modernisierung sind neue Sanitäranlagen, Duschen für die Gäste, kleinere Übernachtungseinheiten, Trockenraum und Seminarraum realisiert worden. Das Hauptgebäude hat einen Zubau und neue Terrassen erhalten, die beiden alten Nebenhäuser wurden komplett zurückgebaut.

## Anreise
Mit dem Pkw von Kufstein kommend über Scheffau bzw. aus Richtung Salzburg kommend über Lofer und St. Johann in Tirol nach Ellmau. Dort nach Norden abzweigen und schließlich über eine Mautstraße hinauf zur Wochenbrunneralm (1080 m) mit großem Parkplatz.

## Zustiege
- Ab Wochenbrunner Alm auf dem bezeichneten Hüttenweg in rund 1½ Stunden zur Hütte (540 Höhenmeter).
- Von Ellmau oder Scheffau über die Riedlhütte und den Fahrweg zur Hütte in 2½ Stunden (800 Höhenmeter).
- Von Going über die Gaudeamushütte und das Klamml, eine steile Felsrinne, in 3 Stunden (800 Höhenmeter).

## Übergänge
- Gaudeamushütte (1270 m) übers Klamml, mittel, Gehzeit: ¾ Stunde
- Kaindlhütte (1318 m) über Wilder-Kaiser-Steig, Walleralm und Hochegg, leicht, Gehzeit: 5 Stunden
- Hans-Berger-Haus bzw. Anton-Karg-Haus über Kopftörl und Hohen Winkel, schwierig, Gehzeit: 4 Stunden
- Hans-Berger-Haus bzw. Anton-Karg-Haus über Rote-Rinn-Scharte und Scharlinger Boden, schwierig, Gehzeit: 4 Stunden
- Stripsenjochhaus (1577 m) über Jubiläumssteig (Helm und Handschuhe erforderlich, Trittsicherheit nötig), Ellmauer Tor und Steinerne Rinne, schwierig, Gehzeit: 3½ Stunden
- Fritz-Pflaum-Hütte (1865 m) über Jubiläumssteig, Gildensteig und Kleine Törl, schwierig, Gehzeit: 5 Stunden
- Ackerlhütte (1460 m) über Jubiläumssteig und Wilder-Kaiser-Steig, mittel, Gehzeit: 3 Stunden
- Babenstuberhütte (2300 m), Gehzeit: 2½ Stunden

## Gipfelbesteigungen
- Ellmauer Halt (2344 m), Gehzeit: 2½ Stunden
- Treffauer (2304 m), Gehzeit: 3 Stunden
- Kleine Halt (2116 m), Gehzeit: 3½ Stunden
- Karlspitzen (2281 m), Gehzeit: 2½ Stunden
- Goinger Halt (2193 m), Gehzeit: 2 Stunden
- Zahlreiche Kletterrouten, beispielsweise am Kopftörlgrat

## Karten
- Alpenvereinskarte Blatt 8 Kaisergebirge (1:25.000)[2]